# Castell de Mur
 Castell de Mur (en español, Castillo de Mur) es un municipio español de la provincia de Lérida, Cataluña, situado en la comarca del Pallars Jussá, al sur de la misma y en el límite con la de la Noguera. La capital municipal es Guardia de Tremp.

## Demografía
| Gráfica de evolución demográfica de Guardia de Tremp entre 1842 y 1970 |
| |
| Población de derecho según los censos de población del INE Población de hecho según los censos de población del INEEn estos censos se denominaba Guardia y Selles: 1842 En estos censos se denominaba Guardia: 1857, 1860, 1877, 1887, 1897, 1900 y 1910 Entre el censo de 1857 y el anterior, crece el término del municipio porque incorpora a 255119 (Celles) Entre el censo de 1981 y el anterior, este municipio desaparece porque se agrupa en el municipio 25904 (Castell de Mur) |

| Gráfica de evolución demográfica de Mur entre 1842 y 1970 |
| |
| Población de derecho según los censos de población del INE Población de hecho según los censos de población del INEEntre el censo de 1857 y el anterior, crece el término del municipio porque incorpora a 255236 (Meull) Entre el censo de 1981 y el anterior, este municipio desaparece porque se agrupa en el municipio 25904 (Castell de Mur) |

Cuenta con una población de 170 habitantes (INE 2024).
| Gráfica de evolución demográfica de Castell de Mur entre 1981 y 2021 |
| |
| Población de derecho según los censos de población del INE Población de hecho según los censos de población del INEEntre el censo de 1981 y el anterior, aparece este municipio porque se fusionan los municipios 25107 (Guardia de Tremp) y 25144 (Mur) |

| 1900 | 1930 | 1950 | 1970 | 1981 | 1986 |
| ---- | ---- | ---- | ---- | ---- | ---- |
| 832  | 735  | 628  | 277  | 205  | 146  |

## Entidades de población
El municipio cuenta con ocho núcleos de población, siendo Collmorte, Meúll, Mur y Puigmaçana ya parte del mismo en el 1918, contando con 182 habitantes.
| Núcleos            |
| ------------------ |
| Castell de Mur     |
| El Meúll           |
| Cellers            |
| Collmorter         |
| Guàrdia de Noguera |
| Puigmaçana         |
| Santa Lucía de Mur |
| Vilamolat de Mur   |

| Entidades de población | Habitantes |
| ---------------------- | ---------- |
| Cellers                | 25         |
| Collmorter             | 10         |
| Guardia de Tremp       | 110        |
| Meull                  | 7          |
| Puigmansana            | 6          |
| Santa Lucía de Mur     | 6          |
| Vilamolat de Mur       | 22         |

## Economía
Agricultura de secano (cereales, viñas, almendros).

## Historia
El municipio se formó en la década de 1970 por fusión de los de Guardia de Tremp y Mur.

## Lugares de interés
- Ruinas del castillo de Guardia
- Ruinas de la capilla de Sant Feliu, del siglo XI, románica, se encuentra a escasos metros del castillo de Guardia
- Castillo de Mur
- Iglesia colegiata de Santa María de Mur, de estilo románico.
- Iglesia del Espíritu Santo, del siglo XVIII.